# جزیره (مجموعه تلویزیونی کره جنوبی)
جزیره (کره‌ای: 아일랜드; لاتین‌نویسی اصلاح‌شده: Aillaendeu) یک مجموعه اینترنتی کره جنوبی با بازی کیم نام گیل، لی دا هی، چا اون وو و سونگ جون است. پارت ۱ در در ۳۰ دسامبر ۲۰۲۲ در تیوینگ و آمازون پرایم ویدیو منتشر شد و پارت ۲ از ۱۰ فوریه ۲۰۲۳، روزهای جمعه و شنبه ساعت ۲۲:۱۰ (کی‌اس‌تی) از تی‌وی‌ان پخش شد. پارت دو از ۲۴ فوریه ۲۰۲۳ در آمازون پرایم ویدئو منتشر شد.

## بازیگران

### اصلی
- کیم نام گیل در نقش ون
  - کیم سو جون در نقش جوانی ون[۱۳]
- لی دا هی در نقش وون می هو / وون‌جونگ[۱۴]
  - پارک سو گیونگ در نقش جوانی وون می هو / وون‌جونگ[۱۳]
- چا اون وو در نقش کشیش جان[۱۵]
  - کی اون یو در نقش جوانی کشیش جان
- سونگ جون در نقش گونگتان[۱۶]
  - کیم مین جون در نقش جوانی گونگتان[۱۳]

### مکمل

#### خانه مادربزرگ هه‌نیو
- گو دو شیم در نقش گوم بک جو[۱۷]
- هو جونگ هی در نقش بو یوم جی[۱۸]
  - کوان یه اون در نقش در نقش جوانی بو یوم جی

#### گروه ده‌هان
- جون کوک هوان در نقش وون ته هان[۱۳]
- اوه کوانگ-روک در نقش خدمتکار جانگ[۱۹]
- لی سون وون در نقش منشی کانگ[۱۳]

#### جی‌جانگ‌جونگ
- پارک گون هیونگ در نقش جونگ‌ریونگ[۲۰]
- کوم کوانگ سان در نقش راهب[۱۳]
- کانگ هیون جونگ در نقش راهب[۱۳]
- کیم جین مان در نقش راهب[۱۳]

#### دبیرستان تامرا
- کیم کی چون در نقش مدیر مدرسه لی سان ایل[۱۳]
- یو سونگ اوک در نقش هان سو جین[۲۱]
- جونگ سو بین در نقش لی سو ریون[۲۲]

#### سایر بازیگران
- یو یی جون در نقش کیونگ جون[۲۳]
- جون جی هوان[۱۳]
- کیم سونگ-اوه در نقش یول[۲۴]

### حضور ویژه
- چوی ته-جون در نقش چان هی[۲۵]
- کیم مین جون در نقش گروم[۲۶]